# Cimanintin
Cimanintin is een bestuurslaag in het regentschap Sumedang van de provincie West-Java, Indonesië. Cimanintin telt 3137 inwoners (volkstelling 2010).